# الرابطة البرلمانية 1948–49
الرابطة البرلمانية 1948–49 (بالإنجليزية: 1948–49 Isthmian League)‏ هو موسم من دوري إسثميان. فاز فيه دولويتش هاملت.